# Shizo
Ne pas confondre avec Schizo, film d'horreur britannique sorti en 1976.
Pour l’article ayant un titre homophone, voir Shiso.
Pour plus de détails, voir Fiche technique et Distribution.
Shizo (Shiza ; en cyrillique Шиzа) est un film russo-kazakh, réalisé par Goulchad Omarova et sorti en 2004.

## Synopsis
Au Kazakhstan, quelques années après la chute de l'URSS, Mustafa , un jeune homme surnommé « Shizo » (car on le dit schizophrène), habite avec sa mère. L'amant de celle-ci, Sakoura, le prend comme assistant pour recruter des boxeurs amateurs qui sont destinés à perdre dans des matches truqués, organisés par le patron de Sakoura. Ali, une des recrues de Shizo, meurt après son combat et confie au jeune homme l'argent qu'il a gagné en combattant, lui demandant de le transmettre à Zinka. Shizo rencontre alors Zinka, une jeune femme boiteuse, dont il tombe amoureux, et à qui il n'avoue pas tout de suite la mort d'Ali.
Lorsque l'organisateur des matches truqués annonce qu'il mettra sa Mercedes en jeu pour le prochain match, Shizo recrute son oncle sans en parler à Sakoura. Ce dernier le laisse faire et l'oncle de Shizo gagne son combat, tuant le boxeur qu'on aligne face à lui. La patron de Sakura est furieux mais laisse dans un premier temps Shizo et son oncle partir au volant de la Mercedes gagnée, sous pression des spectateurs encore présents. Shizo et son oncle vendent ensuite la voiture pour 2 500 dollars américains. Mais Sakura, auquel son patron a laissé trois jours pour récupérer sa perte, s'en prend à Shizo puis, après que ce dernier a avoué qu'il avait déjà dépensé l'argent, il convainc le jeune homme de braquer pour lui un bureau de change, avec la promesse de se partager l'argent superflu. Le braquage effectué, Sakoura laisse Shizo au bord d'une route sans sa part promise. Alors que Sakoura repart à moto, Shizo sort le revolver qu'il n'avait pas rendu à Sakoura et tue ce dernier.
Shizo cache l'argent dans le grenier de Zinka, laisse un mot l'engageant à en remettre la moitié à sa propre mère, et dit au jeune fils de Zinka de dévoiler l'existence de cet argent à sa mère lors des premières neiges. Shizo est ensuite condamné à six ans de prison, mais est libéré avant le terme de sa peine. Zinka et son fils l'attendent à la sortie.

## Fiche technique
Sauf indication contraire, les informations mentionnées dans cette section peuvent être confirmées par les bases de données cinématographiques IMDb et Allociné,  présentes dans la section « Liens externes ».
- Titre : Shizo
- Titre original : Шиzа (Shiza)
- Titre anglais : Fifty-Fifty
- Réalisation : Goulchad Omarova
- Scénario : Goulchad Omarova et Sergueï Bodrov
- Musique : Siegfried
- Photographie : Khasan Kydyraliyev
- Montage : Ivan Lebedev
- Décors : Talgat Asyrankulov
- Production : Sergei Azimov, Sergueï Bodrov et Sergey Selyanov
- Société de production : CTB Film Company, Kazakhfilm Studios, Les Petites Lumieres et Kinofabrika
- Pays de production  :  Kazakhstan et  Russie, avec la participation  France et  Allemagne
- Langue originale : russe
- Format : couleur - Dolby SR
- Genre : drame, romance, thriller
- Durée : 86 minutes
- Dates de sortie :
  - France : 21 mai 2004 (Festival de Cannes) ; 28 janvier 2005 (Festival d'Angers) ; 20 mars 2005 (Festival d'Alès) ; 4 mai 2005 (sortie nationale)
  - Russie : 3 septembre 2004 (Festival de Moscou)
  - Canada : 10 septembre 2004 (Festival de Toronto)
  - Belgique : 17 août 2005

## Distribution
Sauf indication contraire, les informations mentionnées dans cette section peuvent être confirmées par les bases de données cinématographiques IMDb et Allociné,  présentes dans la section « Liens externes ».
- Oljas Noussoupbaïev : Moustafa, dit « Shizo »
- Olga Landina : Zinka
- Edouard Tabichev : Sakoura
- Viktor Soukhoroukov : le médecin
- Gulnara Yeraliyeva : Kulyash
- Hurtaj Kanagat : Sandzhik, le fils de Zinka
- Khorabek Musabayev : Almaz
- Bakhytbek Bajmukhanbetov : Dzhaken
- Mukhit Izimov : Nurlan

## Distinctions
Sauf indication contraire, les informations mentionnées dans cette section peuvent être confirmées par la base de données cinématographiques IMDb,  présente dans la section « Liens externes ».

### Récompenses
- Festival international du film de Copenhague 2004 : Prix Alice (en) de la meilleure réalisatrice

### Sélections en compétition
- Festival de Cannes 2004 : sélection officielle, en compétition pour le prix « Un Certain Regard » et pour la Caméra d'or
- Festival international du film de Toronto 2004 : sélection officielle, en compétition pour le Grand Prix